# پتیت بایس (رود)
پتیت بایس (به فرانسوی: Petite Baïse) یک رود در فرانسه است که در اوت-پیرنه واقع شده‌است.